# Riu Anaktuvuk
El riu Anaktuvuk és un riu del vessant nord d'Alaska. El seu recorregut és de 217 quilòmetres en direcció oest des de les glaceres de les muntanyes Endicott canviant de direcció cap al nord pel congost Anaktuvuk, segueix en direcció nord fins a la Plana Costanera de l'Àrtic on s'ajunta amb el riu Colville. El seu principal afluent és el riu John, que s'hi uneix a 68° 12′ 14″ N, 151° 36′ 50″ O / 68.20389°N,151.61389°O. La seva capçalera es forma a partir del desglaç de diferents glaceres a Gates of the Arctic Wilderness als vessants de Fan Mountain, Alapah Mountain i Limestack Mountain, aquesta última es troba a la divisòria d'aigües entre la Plana Costanera de l'Àrtic i el riu Koyukuk, i vessa les seves aigües al riu Anaktuvuk a través de Creek Graylime.
El primer transsecte geològic del vessant àrtic va ser dut a terme durant l'estiu de 1901 pel geòleg F.C. Schrader i el topògraf W.J. Peters, que van baixar pel riu Anaktuvuk en canoes fins al punt on s'uneix amb el riu Colville."